# Saphir Taïder
Saphir Sliti Taïder (* 29. Februar 1992 in Castres) ist ein algerisch-französischer Fußballspieler. Der Mittelfeldspieler debütierte 2013 in der algerischen Nationalmannschaft.

## Sportlicher Werdegang

### Im Verein
Taïder, der mit Claudio Marchisio verglichen wird, erlernte das Fußballspielen in seinem Heimatort beim Castres FC, ehe er über die Jugendmannschaft von US Albi 2008 zu Grenoble Foot stieß. Im Mai 2010 debütierte er für den Klub in der Ligue 1. Nach dem Abstieg des Vereins zum Saisonende in die Ligue 2 wurde Saphir Taïder im Juli des Jahres mit einem Profivertrag ausgestattet. In der folgenden Spielzeit avancierte er zur Stammkraft und spielte sich auch in die französischen Jugendauswahlen. 
Nach dem Lizenzentzug und Absturz von Grenoble Foot in die Fünftklassigkeit im folgenden Jahr verließ Taïder den Klub und schloss sich dem italienischen Verein FC Bologna an. Auch hier etablierte sich der Mittelfeldspieler im Kader. Im Januar 2012 tauschte Bologna mit Juventus Turin einen Teil der Transferanteile an Taïder für Anteile an dem Dänen Frederik Sørensen ein, erwarb diese jedoch bereits fünf Monate später zurück.
Zur Saison 2013/14 wechselte Taïder zu Inter Mailand, Bologna behielt allerdings die Hälfte seiner Transferrechte. Diese erwarb Inter im Juli 2014, womit Taïder zu 100 % Inter gehört.
Im August 2014 wechselte Taïder zunächst auf Leihbasis in die Premier League zum FC Southampton. Im Gegenzug wechselte Pablo Daniel Osvaldo – ebenfalls auf Leihbasis – zu Inter Mailand. Aber bereits am 1. September 2014 wurde sein Vertrag bei Southampton in beiderseitigem Einvernehmen aufgelöst. Taïder kehrte daraufhin in die Serie A zurück und wechselte auf Leihbasis zur US Sassuolo.
Am 31. August 2015 wurde Taïder für zwei Jahre an den FC Bologna ausgeliehen. Mit Ende der Leihe verpflichtete Bologna Taïder fest von Inter Mailand.
Im Januar 2018 wechselte Taïder auf Leihbasis zu Montreal Impact. Dort wurde er nach guten Leistungen zwei Jahre später von den Kanadiern fest unter Vertrag genommen.

### In der Nationalmannschaft
Taïder, dessen Mutter aus Algerien und dessen Vater aus Tunesien stammt, lief in mehreren Jugendmannschaften seines Geburtslandes Frankreich auf, entschied sich dann jedoch gegen den französischen und für den algerischen Verband, während sein Bruder Nabil für die tunesische Nationalmannschaft spielt. Am 26. März 2013 gab er in der von Vahid Halilhodžić betreuten algerischen Nationalmannschaft gegen Benin sein Debüt.